# Лихар
Лихар (на испански: Líjar) е населено място и община в Испания. Намира се в провинция Алмерия, в състава на автономната област Андалусия. Общината влиза в състава на района (комарка) Вале дел Алмансора. Заема площ от 28 km². Населението му е 514 души (по данни от 2010 г.). Разстоянието до административния център на провинцията е 86 km.

## Демография
| 1996 | 1998 | 1999 | 2000 | 2001 | 2002 | 2003 | 2004 | 2005 | 2006 |
| ---- | ---- | ---- | ---- | ---- | ---- | ---- | ---- | ---- | ---- |
| 516  | 502  | 496  | 509  | 519  | 520  | 514  | 504  | 500  |      |